# Pellorneum nigrocapitatum
Pellorneum nigrocapitatum (баблер малайський) — вид горобцеподібних птахів родини Pellorneidae. Мешкає в Малайзії, Індонезії і Таїланді. Раніше вважався підвидом білобрового баблера, однак був визананий окремим видом в 2021 році.

## Поширення і екологія
Малайські баблери мешкають на Малайському півострові, на Суматрі та на сусідніх островах Банка, Белітунг і Натуна. Живуть у вологих тропічних лісах.